# Asota riukiuana
Asota riukiuana là một loài bướm đêm trong họ Erebidae.